# Федорович Єротей

Федорович Єротей (*1840 — †1907) — український церковний і громадський діяч Буковини, православний священник, співзасновник громадського товариства «Народний Дім», автор підручників релігії для середніх шкіл.
Одним з перших на Буковині заснував товариство тверезості при новозаснованій читальні 1874 року в с. Валява.